# Marek Sitnik
Marek Sitnik (ur. 20 kwietnia 1975 w Olsztynie) – polski zapaśnik, żołnierz, olimpijczyk z Sydney 2000 i Aten 2004.
Zawodnik Budowlanych Olsztyn i Śląska Wrocław.
Walczył w stylu klasycznym. Jako junior zdobył dwukrotnie (1993,1994) srebrny medal na Mistrzostwach Europy Juniorów.
Był mistrzem Polski w latach 1997, 2001, 2003 i 2006
Uczestnik mistrzostw świata w:
- 2001 roku w kategorii 97 kg zajął 7. miejsce.
- 2003 roku w kategorii 96 kg zajął 11. miejsce
- 2005 roku w kategorii 96 kg zajął 11. miejsce

Uczestnik mistrzostw Europy w:
- 1997 roku w kategorii 97 kg zajął 10. miejsce.
- 2002 roku w kategorii 130 kg zajął 12. miejsce.
- 2001 roku w kategorii 96 kg zajął 6. miejsce
- 2002 roku w kategorii 96 kg zajął 5. miejsce.
- 2003 roku w kategorii 96 kg zajął 11. miejsce.
- 2004 roku w kategorii 96 kg zajął 9. miejsce.
- 2005 roku w kategorii 96 kg zajął 5. miejsce.

Na igrzyskach olimpijskich w roku 2000 w kategorii +130 kg zajął 17. miejsce (po 3 porażkach w eliminacjach), a w roku 2004 startując w kategorii do 96 kg zajął 10. miejsce.